# Lineostethus marginellus
Lineostethus marginellus är en insektsart som först beskrevs av Carl Stål 1872.  Lineostethus marginellus ingår i släktet Lineostethus och familjen bärfisar. Inga underarter finns listade i Catalogue of Life.